# أولاد هلال (الوالدية)
أولاد هلال هو دوار ضمن قبيلة أولاد عمور وهي قبيلة عربية مغربية تقع بمنطقة دكالة، تحدها شرقا قبيلة أولاد بوزرارة، وشمالا قبيلة أولاد بوعزيز، وغربا ساحل  المحيط الأطلسي، وجنوبا أراضي قبائل عبدة، وفي أراضي أولاد عمور تقع مدينة الوليدية على الساحل الأطلسي والتي بناها السلطان الوليد بن زيدان السعدي.
 ينتمي الدوّار لمشيخة الوليدية التي تضم 9 دواوير. يقدر عدد سكانه بـ 2283 نسمة حسب الإحصاء الرسمي للسكان والسكنى لسنة 2004.

## نسب الدوار
```
ترجع أصول دوار 
أولاد هلال
 وهم من قبيلة 
أولاد عمور
 إلى عرب 
بني هلال
، وتنتسب إلى:
```

عمرو بن عبد مناف بن هلال بن عامر بن صعصعة بن معاوية بن بكر بن هوازن بن منصور بن عكرمة بن خصفة بن قيس عيلان بن مضر بن نزار بن معد بن عدنان.

وعرفواْ تاريخيا باسم العمور وأولاد عمور والتدقيق يحصر نسب العمور في بني عبد الله بن عمرو، إذ أن بطون عمرو بطنان: قرة وعبد الله. وقرة قبيلة منفردة بعصبيتها منذ بداية التغريبة ثم دخلت بعد ذلك مثل العمور في حلف مع الأثبج. ويعزز هذا أن بن خلدون وصف العمور بإخوان قرة. ومن بني عبد الله بن عمرو أم المؤمنين زينب بنت خزيمة بن الحارث بن عبد الله بن عمرو بن عبد مناف بن هلال زوج رسول الله صلى الله عليه وسلم.
و من أشهر قادة و شيوخ اولاد هلال، القائد أحمد بن داود بن عبد الله بن محمد بن العربي العموري الهلالي الدكالي
كما ان مكان عبادته وموطنه يسمى اليوم «بحيوط بنداود»، بدوار أولاد هلال
و من أحفاده:
آل«ميداوي» وآل«لشهب»

### دخولها المغرب الأقصى
دخل أولاد عمور في جملة العرب الذين أدخلهم المنصور الموحدي المغرب الأقصى بعد انتصاره على بني غانية بتونس، وأنزلهم بمنازلهم الحالية. يقول ليون الأفريقي في كتابه وصف إفريقيا: «كانت أثبج أشرف العرب وأنبهها شأنا فاختارهم المنصور لسكنى دكالة وسهول تادلة ويؤدون في أيامنا هذه ضرائب جسيمة لملك البرتغال تارة، ولملك فاس تارة أخرى، ويبلغ عددهم نحو مائة ألف مقاتل نصفهم من الفرسان». وأولاد عمور يدرجون في أثبج لأنهم وإخوانهم قرة يدرجون في الأثبج حلفا من غير أن يكونوا من نسبهم.
نسخة محفوظة 2020-05-28 على موقع واي باك مشين.</ref>

## روابط خارجية
- البوابة الوطنية للجماعات الترابية
- المندوبية السامية للتخطيط